# AAA Cercasi
AAA Cercasi è un brano musicale di Carmen Consoli, pubblicato nel 2010 e contenuto nella raccolta Per niente stanca.
La canzone compare anche nell'album live Eco di sirene, pubblicato il 13 aprile 2018.

## Il brano
Il brano è stato composto nella parte musicale da Mauro Lusini e nel testo dalla stessa interprete. Si tratta del secondo inedito singolo estratto dall'album Per niente stanca, edito da Universal Music Group, Narciso Records, Amarcord e pubblicato nel 2010.
Uscito in pieno scandalo Ruby che ha coinvolto l'allora Presidente del Consiglio Silvio Berlusconi, la canzone è stata però ispirata da un fatto di cronaca diverso, anche se l'artista ha dichiarato che poi "il senso si è esteso automaticamente" alla vicenda di Berlusconi.

## Il video
Il video, pubblicato il 24 gennaio dell'anno successivo, si è aggiudicato il Premio Videoclip Italiano 2011 come miglior videoclip nella categoria artista donna. Il video raffigura Consoli nelle vesti di casalinga, modella e giornalista.

## Classifiche
| Classifica (2011) | Posizione massima |
| ----------------- | ----------------- |
| Italia            | 65                |